# Proteazy cysteinowe

Mechanizm hydrolizy wiązania peptydowego katalizowanej przez grupę tiolową i histydynowy pierścień imidazolowy proteazy cysteinowej

Proteazy cysteinowe (proteazy tiolowe) – grupa proteaz zawierająca w centrum aktywnym grupę tiolową (−SH) cysteiny.
Przykłady: ketapsyny II, B, H, L oraz kaspazy.